# Clearidas nigriceps
Clearidas nigriceps är en insektsart som beskrevs av Carl Stål 1876. Clearidas nigriceps ingår i släktet Clearidas och familjen syrsor. Inga underarter finns listade i Catalogue of Life.